# Paróquia de Red River
A Paróquia de Red River é uma das 64 paróquias do estado americano da Luisiana. A sede da paróquia é Coushatta, e sua maior cidade é Coushatta.
A paróquia possui uma área de 1 041 km² (dos quais 33 km² estão cobertas por água), uma população de 9 622 habitantes, e uma densidade populacional de 10 hab/km² (segundo o censo nacional de 2000). 